# 馬爾可夫不等式

马尔可夫不等式提供了超過某特定數值（圖中標示紅色線處）機率的上界，其上界包括了特定數值及的平均值

在概率论中，马尔可夫不等式（英語：Markov's inequality）给出了随机变量的函数大于等于某正数的概率的上界。虽然它以俄国数学家安德雷·马尔可夫命名，但该不等式曾出现在一些更早的文献中，其中包括马尔可夫的老师——切比雪夫。
马尔可夫不等式把概率关联到数学期望，给出了随机变量的累积分布函数一个宽泛但仍有用的界。
马尔可夫不等式的一个应用是，不超过1/5的人口会有超过5倍于人均收入的收入。

## 表达式
X为一非负随机变量，则
{\displaystyle \mathrm {P} (X\geq a)\leq {\frac {\mathrm {E} (X)}{a}}.}
若用測度領域的術語來表示，馬爾可夫不等式可表示為若(X, Σ, μ)是一個測度空間，ƒ為可测的扩展实数的函數，且{\displaystyle \epsilon \geq 0}，則
{\displaystyle \mu (\{x\in X:|f(x)|\geq \varepsilon \})\leq {1 \over \varepsilon }\int _{X}|f|\,d\mu .}
有時上述的不等式會被稱為切比雪夫不等式。

### 对于单调增加函数的扩展版本
若φ是定义在非负实数上的单调增加函数，且其值非负，X是一个随机变量，a ≥ 0，且φ(a) > 0，则
{\displaystyle \mathbb {P} (|X|\geq a)\leq {\frac {\mathbb {E} (\varphi (|X|))}{\varphi (a)}}}

## 证明
{\displaystyle {\begin{aligned}{\textrm {E}}(X)&=\int _{-\infty }^{\infty }xf(x)dx\\&=\int _{0}^{\infty }xf(x)dx\\[6pt]&\geqslant \int _{a}^{\infty }xf(x)dx\\[6pt]&\geqslant \int _{a}^{\infty }af(x)dx\\[6pt]&=a\int _{a}^{\infty }f(x)dx\\[6pt]&=a{\textrm {P}}(X\geqslant a).\end{aligned}}}

## 用來推导柴比雪夫不等式
切比雪夫不等式使用變異數來作為一隨機變數超過平均值機率的上限，可以用下式表示：
{\displaystyle \Pr(|X-{\textrm {E}}(X)|\geq a)\leq {\frac {{\textrm {Var}}(X)}{a^{2}}},}
對任意a>0，Var(X)為X的變異數，定義如下：
{\displaystyle \operatorname {Var} (X)=\operatorname {E} [(X-\operatorname {E} (X))^{2}].}
若以马尔可夫不等式為基礎，切比雪夫不等式可視為考慮以下隨機變量
{\displaystyle (X-\operatorname {E} (X))^{2}}
根據马尔可夫不等式，可得到以下的結果
{\displaystyle \Pr((X-\operatorname {E} (X))^{2}\geq a^{2})\leq {\frac {\operatorname {Var} (X)}{a^{2}}},}

## 矩陣形式的馬可夫不等式
令{\displaystyle M\succeq 0}為自共軛矩陣形式的隨機變數，且{\displaystyle a>0}，則
{\displaystyle \Pr(M\npreceq a\cdot I)\leq {\frac {\mathrm {tr} \left(E(M)\right)}{a}}.}

## 應用實例
- 馬爾可夫不等式可用來證明切比雪夫不等式。
- 馬爾可夫不等式可用來證明一個非負的隨機變數，其平均值{\displaystyle \mu }和中位數{\displaystyle m}滿足{\displaystyle m\leq 2\mu }的關係。